# زائدة محيطة

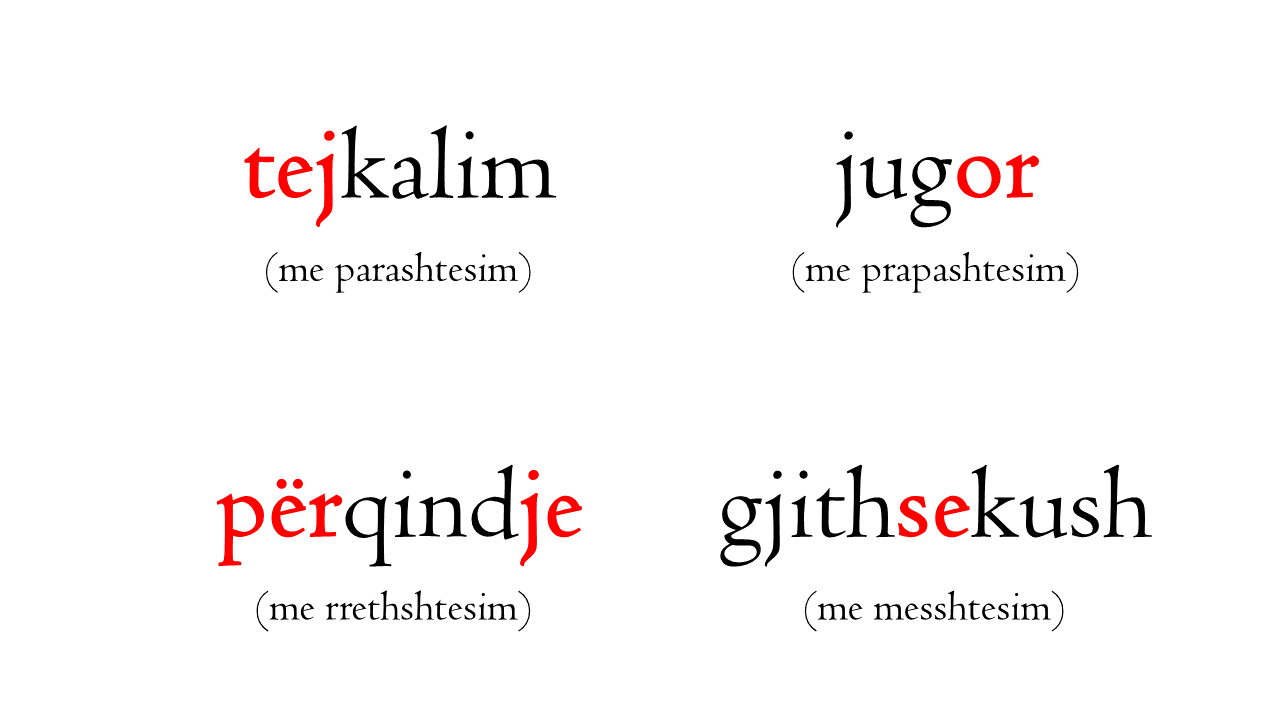
أمثلة على تكوين الكلمات الظرفية في اللغة الألبانية

الزائدة المحيطة ضرب من الزوائد مركبة من لاصقتين تجعل إحداهما قبل الكلمة سابقة لها والأخرى بعدها لاحقة بها.
مثال ذلك في العربية زيادة ياء المضارعة وواو الجماعة على وزني يفعلوا ويفعلون.